# 潘惟溥
潘惟溥（越南语：／；1855年—？年），原名潘輝普，越南阮朝副榜。

## 生平
潘惟溥是乂安省演州府瓊瑠縣富厚總瓊堆村（今屬乂安省瓊瑠縣瓊堆社）人，嗣德八年（1855年）出生。嗣德三十五年（1882年），潘惟溥參加乂安場鄉試，考中舉人。咸宜元年（1885年），潘惟溥會試次中格，準預殿試，但未及公佈殿試成績，順化京城爆發勤王運動。成泰四年（1892年），阮朝朝廷准許乙酉科貢士參加殿試，潘惟溥因病未能赴試。成泰十九年（1907年），潘惟溥經准許以貢士身份參與殿試，考中副榜。